# Elden Ring Nightreign
Elden Ring: Nightreign ist ein Action-Rollenspiel von FromSoftware und wird von Bandai Namco Entertainment veröffentlicht.
Es handelt sich um ein kooperatives Spin-off von Elden Ring, das bei den Game Awards 2024 enthüllt wurde und am 30. Mai 2025 für PlayStation 4, PlayStation 5, Windows, Xbox One und Xbox Series X/S erschien. 

## Gameplay
Elden Ring: Nightreign ist ein kooperatives Mehrspieler-Action-Rollenspiel, das in einer prozedural generierten Version von Limgrave spielt, dem ersten Open-World-Gebiet aus Elden Ring. Obwohl das Spiel auch einen Einzelspielermodus bietet, ist es darauf ausgelegt, von Teams aus drei Spielern gespielt zu werden, die über drei In-Game-Tage hinweg zusammenarbeiten, um sich auf den finalen Boss vorzubereiten. Ähnlich wie bei Battle-Royale-Spielen verfügt Nightreign über ein schrumpfendes Spielgebiet, das nach dem Sieg über den kleinen Boss am Ende jedes In-Game-Tages zurückgesetzt wird.

## Entwicklung
Elden Ring: Nightreign wird von FromSoftware für die PlayStation 4, PlayStation 5, Windows, Xbox One und Xbox Series X/S entwickelt. Bandai Namco Entertainment registrierte das Markenrecht für "Nightreign" am 24. Oktober 2024, und das Spiel wurde offiziell bei den Game Awards am 12. Dezember 2024 enthüllt. Die Veröffentlichung erfolgte am 30. Mai 2025. Der erste Netzwerk-Test fand im Februar 2025 auf der PlayStation 5 und Xbox Series X/S statt, wobei sich Spieler vom 10. Januar bis 20. Januar registrieren konnten.
Nightreign wird von Junya Ishizaki geleitet, der als Designer an Dark Souls, Bloodborne, Dark Souls III und Elden Ring gearbeitet hat. Im Gegensatz zu Elden Ring ist der Autor George R. R. Martin nicht in die Erzählung von Nightreign involviert.

## Rezeption
Das Spiel erhielt überwiegend positive Reviews. Das deutschsprachige PC-Spielemagazin GameStar kritisierte den hohen Schwierigkeitsgrad, der selbst für erfahrene Elden-Ring-Spieler eine Einstiegshürde darstelle. Die Rogue-like-Elemente führen zu einem hohen Wiederspielwert, doch sei die Welt durch die Zufallselemente generischer. Bei der Wertung wurden 2 Punkte wegen technischer Mängel der PC-Version abgezogen.

„Nightreign ist selbst für ein Elden Ring stressig, gnadenlos und manchmal unfair. Schade, denn unter der Haube steckt ein gutes Spiel.“